# Say Anything
〈Say Anything〉는 X JAPAN의 8번째 싱글(메이저 데뷔 후 6번째)이다.
타이지가 참여한 마지막 싱글 앨범이며, 엑스라는 이름으로 마지막으로 발매 한 싱글이기도 하다. 1991년 11월 12일 연주 되었던 〈Silent Jealousy〉의 라이브 버전도 수록 되어있다. 두 곡 모두 앨범 《Jealousy》에 수록된 곡이다.

## 수록곡
1. Say Anything (요시키 작사·곡)
2. Silent Jealousy (요시키 작사·곡)